# Rote Liste und Artenliste Sachsens
Die Rote Liste und Artenliste Sachsens ist eine vom Sächsischen Landesamt für Umwelt, Landwirtschaft und Geologie herausgegebene Reihe von kommentierten Artenlisten und Roten Listen zu verschiedenen Artengruppen für das Gebiet des Freistaates Sachsen. Die einzelnen Listen beruhen auf Langzeitbeobachtungen der Bestandsentwicklung der Pflanzen-, Pilz- und Tierarten. 
Es existieren folgende Einzellisten (Stand: 7. September 2021):
| Artengruppe                                        | bisher erschienen   | aktuelle Fassung |
| -------------------------------------------------- | ------------------- | ---------------- |
| Rot- und Braunalgen                                | n/a                 | RL, AL 2010      |
| Wasserbewohnende Käfer                             | n/a                 | RL, AL 2016      |
| Plecoptera (Steinfliegen)                          | RL 1999             | RL, AL 2015      |
| Pilze                                              | RL 1999             | RL, AL 2015      |
| Grabwespen                                         | n/a                 | RL, AL 2013      |
| Farn- und Samenpflanzen                            | 1978, 1991, RL 1999 | RL, AL 2013      |
| Schwärmer                                          | 2001                | RL 2002          |
| Zikaden                                            | n/a                 | RL 2003          |
| Wildbienen                                         | n/a                 | RL 2005          |
| Mollusken                                          | n/a                 | RL 2006          |
| Libellen                                           | n/a                 | RL 2006          |
| Tagfalter                                          | n/a                 | RL 2007          |
| Moose                                              | 2008                | RL 2023          |
| Köcherfliegen                                      | n/a                 | RL, AL 2019      |
| Laufkäfer                                          | 2008, 2009          | RL 2022          |
| Armleuchteralgen                                   | RL, AL 2008         | RL, AL 2019      |
| Flechten                                           | n/a                 | RL 2009          |
| Blatt-, Halm- und Holzwespen                       | n/a                 | RL 1995          |
| Blatthorn- und Hirschkäfer                         | n/a                 | RL 1995          |
| Bockkäfer                                          | RL 1994             | RL, AL 2018      |
| Eintagsfliegen                                     | AL 2002             | RL, AL 2017      |
| Eulenfalter                                        | RL 1995             | RL, AL 2017      |
| Fische                                             | n/a                 | RL 2005          |
| Heuschrecken, Fangschrecken, Schaben und Ohrwürmer | n/a                 | RL 2011          |
| Marienkäfer                                        | n/a                 | RL 2020          |
| Schwebfliegen                                      |                     | RL 1996          |
| Spanner                                            | 1993                | RL 1996          |
| Steinfliegen                                       | 2015                | RL 2015          |
| Weberknechte und Webspinnen                        | n/a                 | RL 1996          |
| Wirbeltiere                                        | 2015                | RL 2015          |
| Zieralgen                                          | n/a                 | RL, AL 2017      |
| Zikaden                                            | 2003                | RL 2003          |

RL - Rote Liste, AL - Artenliste